# Skrzypna
Skrzypnia - (daw. Skrzypna) [pronunciación en polaco: /ˈskʂɨpna/] es un pueblo en el distrito administrativo de Gmina Czermin, dentro del condado de Pleszew, Voivodato de la Gran Polonia, en el centro-oeste de Polonia. Se encuentra a unos 7 kilómetros al norte de Pleszew y 77 kilómetros al sureste de la capital regional Poznań.